# Stora Gåsevattnet
Stora Gåsevattnet är en sjö i Färgelanda kommun i Dalsland och ingår i Göta älvs huvudavrinningsområde.